# Myriam Ackermann-Sommer
Pour les articles homonymes, voir Ackermann et Sommer.
Myriam Ackermann-Sommer, née en 1996 à Perpignan, est une femme rabbin française, se réclamant du courant juif orthodoxe moderne, populaire aux États-Unis.

## Biographie
Marie Sommer, dite Myriam Ackermann-Sommer est née à Perpignan en 1996 d'une mère juive allemande et d'un père protestant mennonite,. Elle est la nièce du grand-rabbin Alexis Blum.
Ancienne élève de l'École normale supérieure (2015), elle fait des études de littérature anglaise à l'université Paris-Sorbonne. Agrégée d'anglais, elle prépare une thèse sur la littérature juive américaine à Sorbonne université,.
Elle étudie à la Yeshivat Maharat (en) de New York, école rabbinique qui, tout en se réclamant de l'orthodoxie, délivre des diplômes rabbiniques aux femmes,.
Elle est mariée à Émile Ackermann, qui fut également ordonné rabbin en juin 2023 par le Rabbin Dov Linzer.
Elle est ordonnée à New York, le 15 juin 2023, et reçoit son ordination des mains du Rabbin Daniel Sperber,.

## Activités communautaires et prises de position
Elle crée, avec son époux également étudiant en rabbinat, l’association Ayeka en 2017 dans le but de promouvoir la démocratisation de l'étude juive par exemple en étudiant des sujets d'actualité à travers le prisme religieux des textes[source secondaire souhaitée],. Elle a également fondé en juin 2022 une communauté orthodoxe en France en intégrant une dimension plus égalitaire dans les rites religieux comme dans l’espace géographique de la synagogue, et en donnant les outils nécessaires aux femmes pour apprendre le Talmud,,,.
En juillet 2020, elle anime avec son époux le programme « Base Paris », une « néo-communauté estivale » visant à rassembler les jeunes juifs dans un espace commun pour des activités religieuses,.
En août 2020, elle lance Daf Yummy, le premier podcast francophone d'étude du Talmud réalisé par une femme,.
En mars 2021, elle co-fonde avec Tali Fitoussi-Trèves le programme « Kol-Elles », le premier kollel accessible aux femmes en France,, afin de  «créer une communauté de femmes juives qui étudient et produisent du contenu».
Elle se réclame de l’orthodoxie moderne même si elle est « loin de faire l'unanimité ». Ne souhaitant pas rompre avec la tradition littérale des mots, elle utilisera le terme « rabbanite » une fois ordonnée puisque l'épouse du rabbin a toujours eu un rôle implicite de leader au sein de la communauté,. De plus, elle considère que la parole des femmes de différents mouvements, a fortiori orthodoxes, est encore trop rare dans les débats. Elle participe, avec d'autres femmes rabbins, à l'instar de Delphine Horvilleur ou Pauline Bebe, au congrès « Les filles de Rachi » en juin 2019 à Troyes, dont l'objectif est d'étudier la place des femmes dans le judaïsme,.
En février 2022, une visioconférence dans laquelle elle intervient au sujet des « femmes rabbins dans l'orthodoxie » organisée par l'AJCF est interrompue par des individus proférant des insultes antisémites et diffusant du contenu pornographique,.[pertinence contestée]
En 2023, elle préface l'ouvrage de son mari, N’oublions pas qui nous sommes. Réflexions sur les minorités visibles,, et publie avec le philosophe des religions Michaël de Saint-Chéron un essai intitulé Figures du retour,.
En 2025, elle publie Les Nouveaux Moutons De Panurges à Albin Michel,.

## Ouvrages
- Emile Ackermann (préf. Myriam Ackermann), N’oublions pas qui nous sommes. Réflexions sur les minorités visibles, Paris, Seuil, 24 février 2023, 144 p. (présentation en ligne)
- Michaël de Saint-Cheron et Myriam Ackermann-Sommer, Figures du retour, Actes Sud, octobre 2023 (ISBN 978-2330184360)
- Myriam Ackermann-Sommer, Les Nouveaux Moutons De Panurges, Albin Michel, février 2025  (ISBN 9782226501059)